# Cáñar
Cáñar er en by og kommune i det sydøstlige Spanien i provinsen Granada. Den har et indbyggertal på 389 (2024) indbyggere.